# Schateteich
Der Schateteich ist ein kleiner Teich in der Gemeinde Werther in Thüringen in Deutschland.

## Lage
Der Schateteich liegt etwa 1 km südlich von Großwerther. Wenige Meter nördlich befindet sich die Siedlung Schate. Ferner ist erwähnenswert Wolkramshausen im Wippertal, ca. 5 km südlich des Weihers. 

## Beschreibung
Der Teich hat einen Umfang von etwa 50 bis 65 m, ist allerdings nicht kreisrund. Er ist von verschiedenen Laubbäumen umrundet. Am Ufer wurzelt Schilfrohr und Röhricht. Auf der Wasseroberfläche findet man Wasserlinsen. Der Abfluss des Teiches mündet in den Schatebach, der von dort an ständig Wasser führt und bei Sundhausen in die Helme mündet.